# Эльблонгский повет
Эльблонгский повет (пол. Powiat elbląski) — повет (район) в Польше, входит как административная единица в Варминьско-Мазурское воеводство. Центр повета — город Эльблонг (в состав повета не входит). Занимает площадь 1430,55 км². Население — 58 220 человек (на 31 декабря 2015 года).

## Административное деление
- города: Млынары, Пасленк, Толькмицко
- городско-сельские гмины: Гмина Млынары, Гмина Пасленк, Гмина Толькмицко
- сельские гмины: Гмина Эльблонг, Гмина Годково, Гмина Гроново-Эльблонске, Гмина Маркусы, Гмина Милеево, Гмина Рыхлики

## Демография
Население повета дано на 31 декабря 2015 года.
| Перепись            | Всего | Мужчины | Женщины |
| ------------------- | ----- | ------- | ------- |
| Всего               | 58220 | 29110   | 29110   |
| Городское население | 16918 | 8146    | 8772    |
| Сельское население  | 41302 | 20964   | 20338   |